# Too Many Days
"Too Many Days" är en sång av Tomas Ledin från 1972. Den finns med på Ledins debutalbum Restless Mind (1972) men gavs också ut som nedladdningsbar singel 2012 när skivan gavs ut på nytt.
Singeln nådde ingen listplacering och tog sig heller inte in på Svensktoppen.

## Låtlista
1. "Too Many Days" – 2:39

### Fotnoter
1. ↑  ”Tomas Ledin”. Svensk mediedatabas. http://smdb.kb.se/catalog/search?q=Tomas+Ledin&x=0&y=0. Läst 18 januari 2013.
2. ↑  ”Too Many Days”. Discogs.com. http://www.discogs.com/Tomas-Ledin-Too-Many-Days-Version-1972-2012/release/3988179. Läst 18 januari 2013.
3. ↑  ”Too Many Days”. Hitparad. http://swedishcharts.com/showitem.asp?interpret=Tomas+Ledin&titel=Too+Many+Days&cat=s. Läst 18 januari 2013.
4. ↑  ”Svensktoppen 2012”. Sveriges Radio. http://sverigesradio.se/sida/artikel.aspx?programid=2023&artikel=454888. Läst 18 januari 2013.